# Патук Іван Іванович
Іва́н Іва́нович Патук (11 червня 1922 — 17 березня 2020) — радянський військовик, полковник РА, учасник Другої світової війни.

## Життєпис
Народився 1922 року в селі Кіпті Козелецького району Чернігівської області. Закінчив Олишівську школу; по спеціальному набору без вступних екзаменів 1939 року прийнятий курсантом Харківського військово-піхотного училища.
Навчання закінчив достроково, в званні лейтенант у липні 1941 року направлений до 223-ї стрілецької дивізії, котра доукомплектовувалася особистим складом й технікою в одному із сіл Харківської області. Командир 1-го стрілецького взводу 1-го стрілецького батальйону, 1037-й стрілецький полк 223-ї стрілецької дивізії, Південно-Західний фронт. В тому часі полк відходив з боями на схід, наносячи удари по противнику вночі. У одному з таких боїв Іван Патук із ординарцем ліквідували понад 15 вояків противника.
Зазнав поранення, проходив лікування та навчався на курсах. У вересні 1942 року переведений на Туапсинський стратегічний напрямок — в склад 82-го стрілецького полку 32-ї стрілецької дивізії. Зазнав важкого поранення у бою, після виздоровлення знову повернувся на фронт. Кінцем 1942 року як помічник начальника штабу полку з розвідки (32-га дивізія 11-го гвардійського стрілецького корпусу). Брав участь у вигнанні нацистських сил з території Краснодарського краю, дійшов до Таманського півострова. Брав участь у боях за Керч і Севастополь.
Нагороджений орденом Червоної Зірки — за бій в січні 1943 року, коли було ліквідовано гарнізон в аулі Лашукай (Адишейська АО).
7 травня 1944 року брав участь у штурмі Сапун-гори при звільненні Севастополя. Командував розвідувальним батальоном, котрий 15 квітня біля Сапун-гори захопив в полон 8 солдатів ворога. При штурмі Сапун-гори командував загоном в 130 чоловік з 27-ма ручними кулеметами, зуміли вийти на гребінь гори. Звідти загін пішов в нацистський тил — до Севастополя. До 12 травня здійснювали ліквідацію ворожих сил біля Херсонського аеродрому, з полонених формували колони та відсилали в Бахчисарай.
У складі 32-ї Таманської стрілецької дивізії брав участь у звільненні від нацистів Білорусі та Прибалтики. Кінець війни зустрів в Кенігсберзі.
Після війни продовжив службу в РА. Закінчив військову академію ім. Фрунзе, скерований в Київський військовий округ. Перебував біля витоків створення навчального центру «Десна».
1962 року переведений до Севастополя на посаду начальника цивільної оборони, 1963-го йому присвоєне звання полковника. Очолював ветеранську організацію «Ветерани героїчної оборони та звільнення Севастополя».
Помер 17 березня 2020 року.

## Нагороди
- орден Червоного Прапора
- 2 ордени Вітчизняної війни 1-го ступеня
- орден Вітчизняної війни 2-го ступеня
- 2 ордени Червоної Зірки
- орден Богдана Хмельницького 2-го ступеня
- орден Богдана Хмельницького 3-го ступеня
- медаль «За бойові заслуги»
- медаль «За перемогу над Німеччиною»
- медаль «За оборону Кавказу»
- медаль «За трудову доблесть»
- почесний знак «За заслуги перед Севастополем».

Тричі обирався депутатом Севастопольської міської ради.
Серед 10 представників Криму був учасником параду Перемоги 2005 року в Москві.